# 가시마 임해 철도
가시마 임해 철도 주식회사(일본어: 鹿島臨海鉄道株式会社/かしまりんかいてつどう)는 이바라키현에서 화물 및 여객 철도 사업을 실시하는 제 3 섹터 방식의 철도 사업자이다. 본사 소재지는 이바라키 현 히가시이바라키 군 오아라이 정 사쿠라미치 301번지. "Kashima Rinkai Tetsudo"의 머리 글자를 취해 KRT라고도 불린다.
오아라이 가시마 선과 가시마린코 선의 2노선을 가져, 오아라이 가시마 선에는 Oarai-Kashima Line 의 머리 글자를 취한 「OKL」의 심볼 마크가 있다.

## 개요
원래는 가시마 임해 공업 지대의 원료 및 생산품의 수송 때문에 1969년에 일본국유철도와 이바라키현, 진출 기업의 출자에 의해 설립된 화물 전업 철도였다. 한시기, 신도쿄 국제 공항(나리타 국제 공항)의 항공기 연료 잠정 수송에 대한 현지의 담보로 해서 가시마린코 선 북 가시마 - 남 가시마항간에서 여객 영업을 실시했던 적이 있었지만, 수년후에 폐지되었다.
1984년, 결코 수지 예상은 나쁘지 않기는 했지만 일본 국철의 재정 악화에 의해서 일본 국철선으로서의 개통이 의심되고 있었던 일본 철도 건설 공단건설선인 가시마 선 북 가시마 역(현재의 가시마 축구 스타디움 역) 이북을 맡게 되어 오아라이 가시마 선으로서 다시 여객 영업을 실시하게 되었다. 근년은 여객 수입이 화물 운임을 웃돌고 있다.
연료 수송의 종료후 화물 수송량은 한때 큰폭으로 감소했지만, 화물의 컨테이너화를 진행시켜 다시 취급량을 늘리고 있다. 또한 한때 오아라이 가시마 선에서도 화물 열차가 운행되고 있었다.

## 역사
- 1969년 4월 1일: 가시마 임해 철도 주식회사 설립.
- 1970년 7월 21일: 가시마린코 선 북 가시마(현재의 가시마 축구 스타디움) - 오쿠노야하마간 개통(화물 전업).
- 1978년 7월 25일: 북 가시마 - 남 가시마항간에서 여객 영업 개시.
- 1983년 12월 1일: 북 가시마 - 남 가시마항간의 여객 영업 폐지.
- 1984년 3월 22일: 이바라키현 의회에서 가시마 선(미토 - 북 가시마간)을 가시마 임해 철도가 맡는 것을 의결.
- 1984년 9월 11일: 미토 - 북 가시마간 면허 취득.
- 1985년 3월 14일: 오아라이 가시마 선 미토 - 북 카시마간 개통.

## 노선
- 가시마린코 선:가시마 축구 스타디움 - 오쿠노야하마(19.2 km·제1종 철도 사업·화물선)
- 오아라이가시마 선:미토 - 가시마 축구 스타디움(53.0 km· 제1종 철도 사업)

## 차량

### 현행 운영 차량

#### 기동차

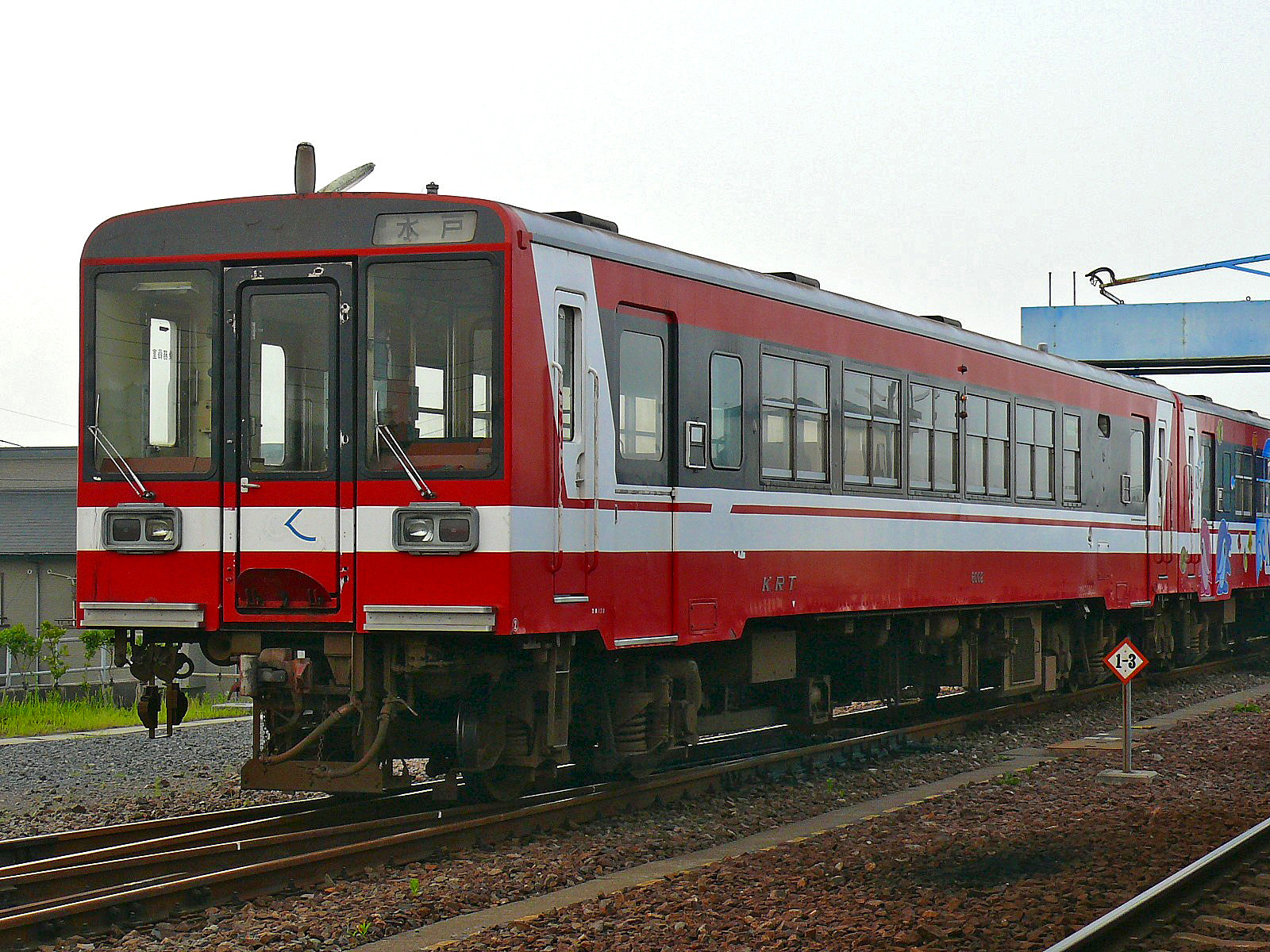
6000형

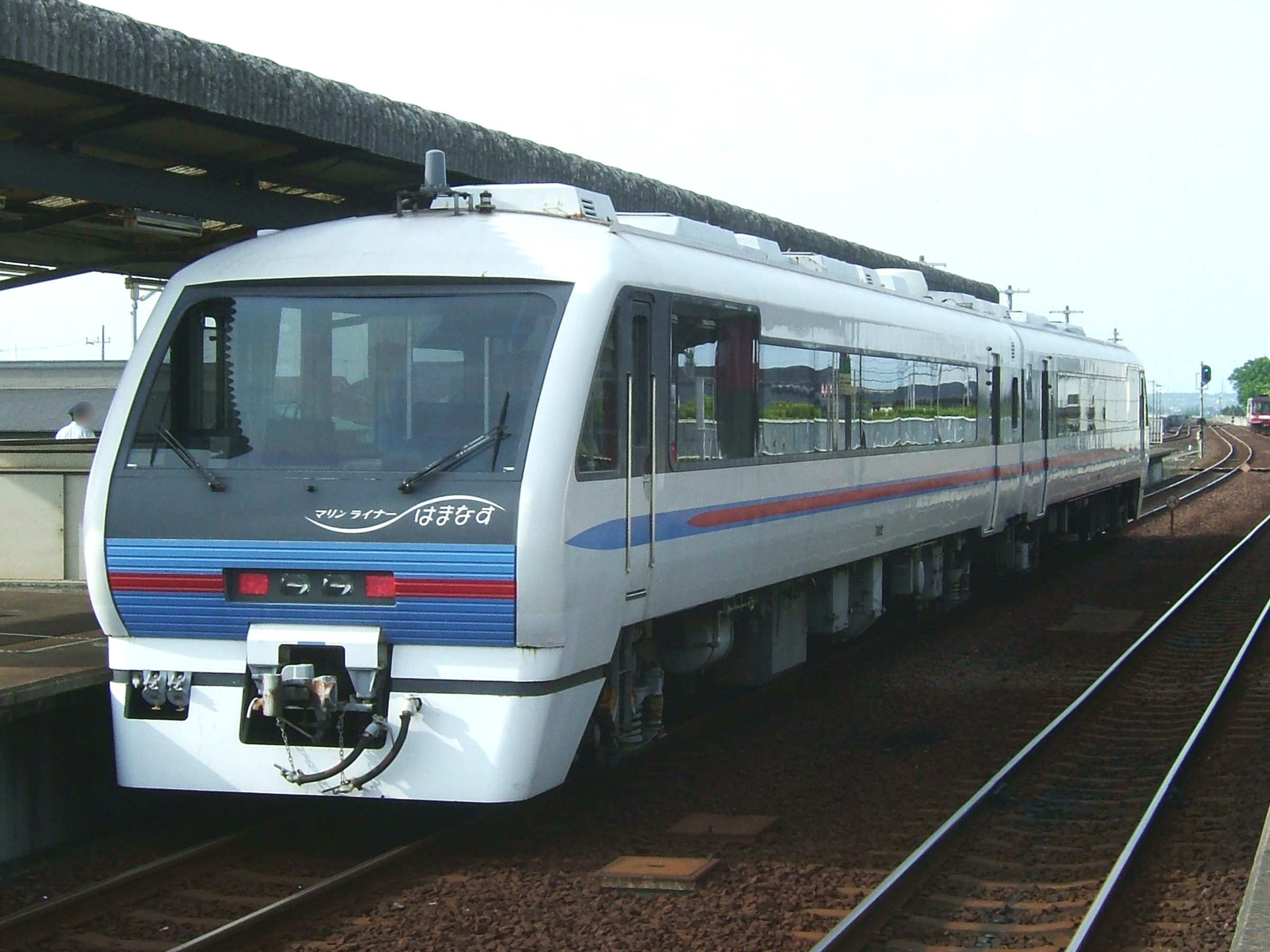
7000형

2003년 4월 1일 기준으로 기동차가 2형식 21량 재적하고 있다. 각 형식의 개요는 다음대로.
6000형(6001 - 6019, 합계 19량)
1985년부터 일본 차량 제조 및 니가타 철공소의 라이센스 생산으로 제조된 강철 제품 차체, 양운전대식의 오아라이 가시마 선용 기동차이다. 개통시에 6량 제조되어 이후 1993년까지 합계 19량이 제조되었다.
전체 길이는 20.5m,화장실과 냉방 장치를 장비한다. 실내는 세미 크로스시트이고 크로스시트부는 전환 크로스시트이므로 정원은 120명(좌석 56명)이다. 하체는 일본국유철도 키하 37형 기동차에 준한 것이 되고 있다. 신제시부터 1인 승무 운전 대응 설비를 장비하고 있었지만 사용될 기회가 없었다가 2001년 4월부터 사용이 개시되었다.
7000형(7001·7002, 합계 2량)
1992년에 일본 차량 제조로 제조된 2량 편성의 편운전대식 기동차이다. 이바라키현이 소유한다.
차내는 리클라이닝 기구를 갖춘 회전 크로스시트에 카펫 깔개의 하이그레이드차이다. 운전대 후방에 라운지가 있어 객실내 데크측에 텔레비전이 있어 가라오케 및 위성 방송 수신 설비를 갖추고 있다. 정원은 7001이 44명, 화장실을 갖춘 7002가 42명. 하체는 6000형과 동일하기 때문에 차체 중량이 무거운 본형식이 성능은 나쁜 편이다.
쾌속 「마린 라이너 하마나스」로서 운행되고 있었지만 그것이 폐지되고 나서는 정기 운용은 없고, 매년 6월의 붓꽃의 개화 시기에 맞추어 운행되는 미토역으로부터 JR가시마 선의 이타코역까지의 임시 열차나,정월 3일간의 다객 수송 시에 임시 열차로서 운행되는 정도이다. 덧붙여 2008년 8월 1일부터 20일까지는 미토 - 오아라이사이의 정기 열차에도 충당되고 있었다.

#### 디젤 기관차

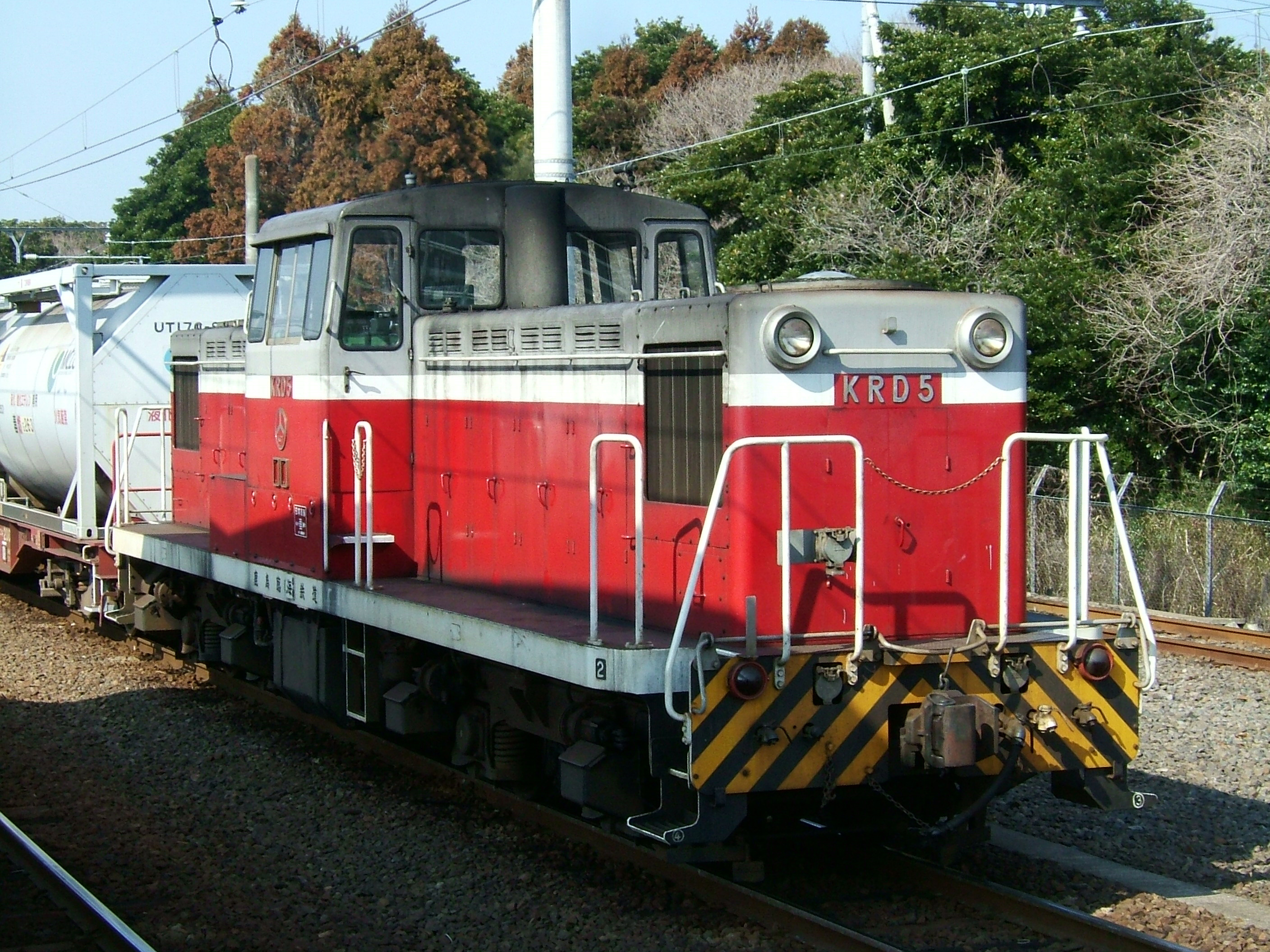
KRD5(2008년 3월)

2008년 4월 기준으로 디젤 기관차는 2형식 3량이 재적하고 있다. 각 형식의 개요는 다음대로.
KRD형(KRD4·5,2량)
가시마린코 선의 화물열차 견인에 사용되는 자사 발주한 일본국유철도 DD13형 디젤 기관차에 준한 56톤급 디젤 기관차이다. 일본국유철도 DD13형에 비해 엔진을 고출력으로 해 감속비를 크게 하는 등 중량 화물열차 견인에 적절한 사양이 되어 있다.
1970년의 개통시에 1·2·3호기가 준비되어 1977년에는 4호기, 1979년에는 5호기가 증비 되었다. 모두 일본 차량 제조제로,4·5호기는 연료 수송용으로 증비된 것이다. 2호기는 연료 수송 종료후의 1983년 10월에 센다이 임해 철도에 양도되었다. 1호기는 1994년 8월에,3호기는 2007년 3월에 폐차되었다. 3호기는 폐차 후 가미스 역 구내의 차량 기지(가미스 차량구)에서 부품 잡기용으로 보관되어 있다.
KRD64형(KRD64-1,1량)
2004년에 일본 차량 제조로 제조된 64톤급 디젤 기관차이다. 미쓰비시의 엔진(S6A3-TA,560마력)이 탑재되었다.

### 구재적 차량

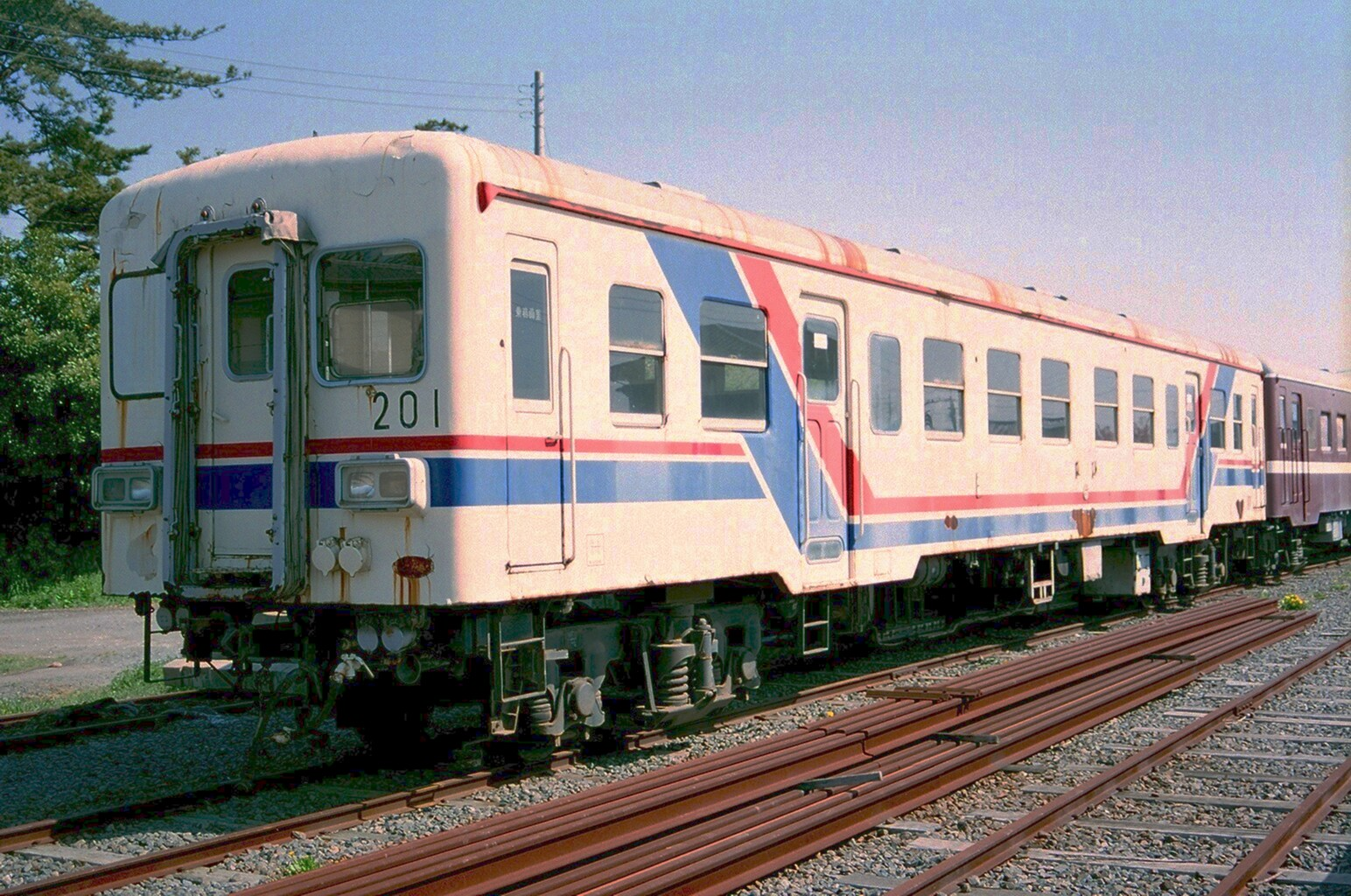
이바라키 교통 양도 후의 2000형

2000형(2001 - 2004)
오아라이 가시마 선 개통시에 일본국유철도 키하 20형 기동차를 양도한 것. 투입에 임하여 전면 형상의 변경이나 차내의 갱신 화장실의 오물 처리 장치 설치등의 개조를 했다. 냉방 장치를 탑재하지 않았기 때문에 운용으로부터 빗나가 1989년부터 1991년에 걸쳐 전차가 이바라키 교통(현·히타치 나카 해변 철도)에 양도되었지만, 2006년까지 전폐가 되었다.
키하 1000형(1001·1002)
가시마린코 선에서 여객 영업을 실시하고 있었을 때에 사용된 기동차이다. 일본국유철도 키하 10형 기동차를 1978년에 양도한 것. 여객 영업 폐지 후의 1984년에 폐차되었다.

## 같이 보기
- 일본의 철도 회사 목록